# 約克鎮區 (密歇根州)
約克鎮區（英語：York Township）是位於美國密歇根州沃什特瑙縣的一個特設鎮區。

## 地方資料
約克鎮區的面積為90.29平方千米，當中陸地面積為89.87平方千米，而水域面積為0.41平方千米。根據2020年美國人口普查的數據，當地共有人口9108人，而人口密度為每平方千米100.87人。